# Spragueia obatra
Spragueia obatra là một loài bướm đêm trong họ Noctuidae.